# Portet-sur-Garonne
Portet-sur-Garonne is een gemeente in het Franse departement Haute-Garonne (regio Occitanie). De plaats maakt deel uit van het arrondissement Muret. Portet-sur-Garonne telde op 1 januari 2022 9.798 inwoners.

## Geografie
De gemeente ligt op de linkeroever van de Garonne, ter hoogte van de samenvloeiing met de Ariège. Een klein deel van het grondgebied ligt op de rechteroever van de Garonne.
De oppervlakte van Portet-sur-Garonne bedroeg op 1 januari 2022 16,19 vierkante kilometer; de bevolkingsdichtheid was toen 605,2 inwoners per km².

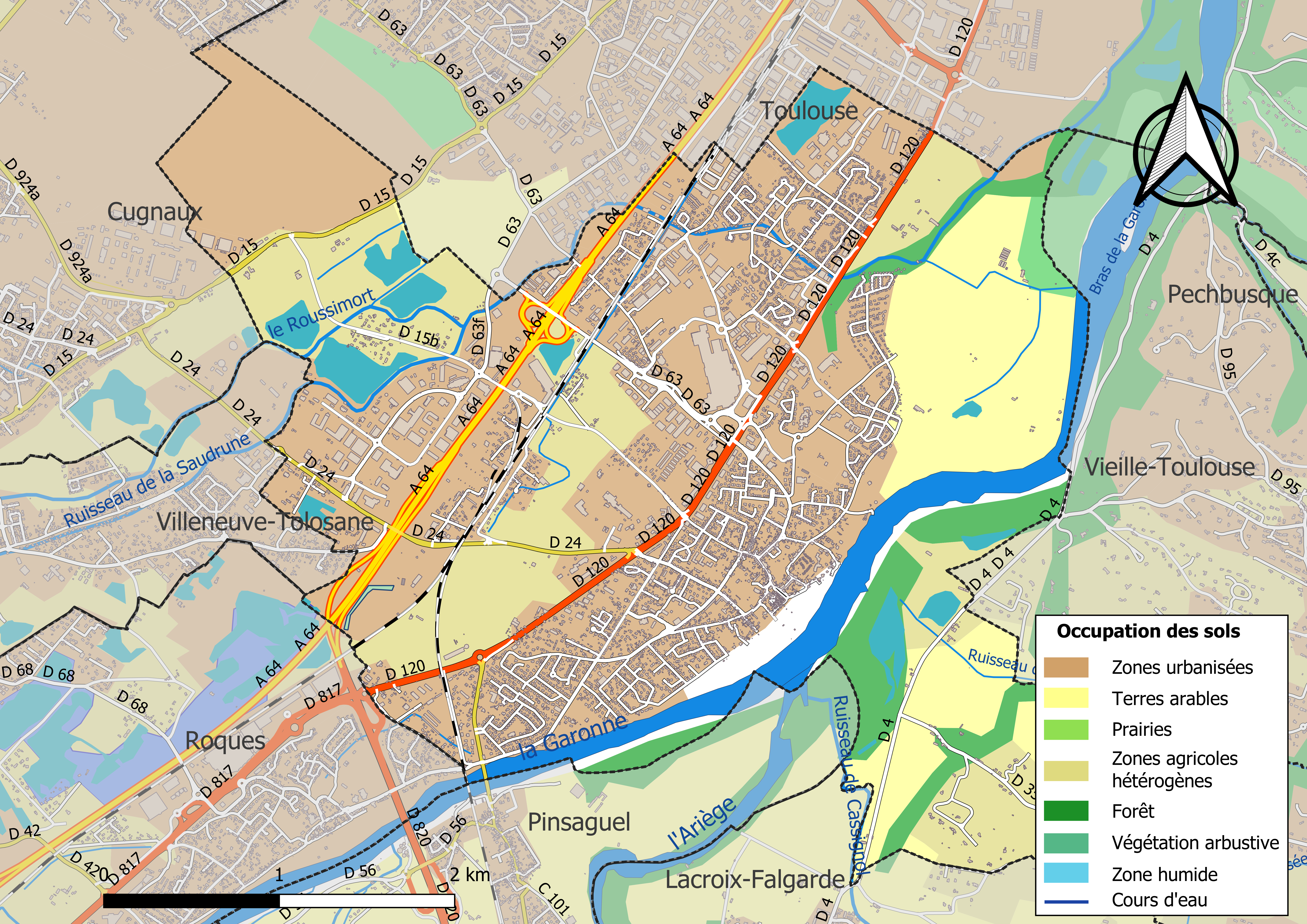
Kaart van de gemeente met belangrijkste infrastructuur, bodemgebruik en omliggende gemeenten

## Verkeer en vervoer
In de gemeente ligt spoorwegstation Portet-Saint-Simon.
De autosnelweg A64 loopt door de gemeente, evenwijdig met de Garonne.

## Demografie
De figuur toont het verloop van het inwonertal (bron: INSEE-tellingen).

## Camp du Récébédou
Récébédou werd gebouwd als een arbeiderswijk maar werd voor de Tweede Wereldoorlog door de Franse overheid omgebouwd tot interneringskamp. Spaanse republikeinse vluchtelingen werden er ondergebracht en kort voor de oorlog ook buitenlandse Joden. Onder het Vichybewind werd het kamp gebruikt als interneringskamp / ziekenhuis. Maar de levensomstandigheden in het kamp waren erg slecht. Vanuit het Camp du Récébédou en het station Portet-sur-Garonne vertrokken drie treinkonvooien naar de uitroeiingskampen in het oosten. Eind september 1942 werd het kamp gesloten na protesten door aartsbisschop Jules Saliège.
In 2003 werd een museum ingericht in een gebouw van het voormalige interneringskamp, het Musée de la Mémoire.

## Geboren
- Jean-Marie Ritay (1761-1819), militair en burgemeester van Portet-sur-Garonne